# Шаблий, Александр Павлович
Шаблий Александр Павлович (род. 16 декабря 1931, Днепропетровская область) — советский инженер-строитель. Лауреат Премии Совета Министров СССР (1983).

## Биография
Родился 16 декабря 1931 года на территории нынешней Днепропетровской области.
В 1959 году окончил Криворожский горнорудный институт.
В 1951—1953 годах — техник на строительстве шахт в Красноярском крае. В 1953—1954 годах — десятник строительного управления № 462. С 1959 года — инженер, руководитель группы, главный конструктор по проектированию железобетонных конструкций промышленных зданий и сооружений. В 1992—1994 годах — начальник отдела института «Стройпроект».
С 1994 года — главный конструктор строительного отдела института «Механобрчермет» (Кривой Рог).

## Награды
- Премия Совета Министров СССР (1983) — за реконструкцию обогатительной фабрики № 2 ЮГОКа.